# Věznice

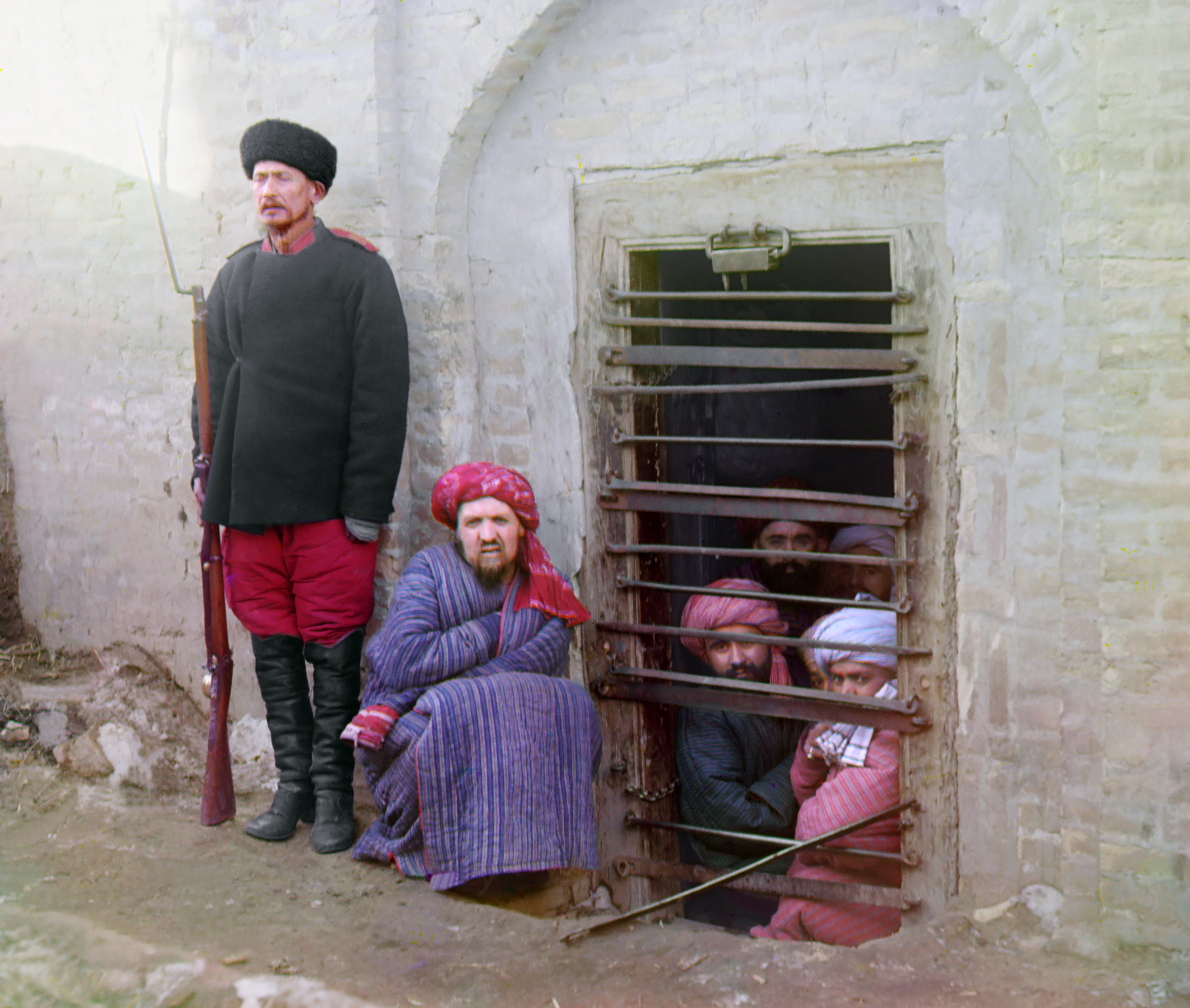
Tradiční středoasijská věznice, fotografie z Buchary, z počátku 20. století

Věznice (nebo také – podle typu či dobového kontextu a terminologie – vězení (historicky také káznice, trestnice, šatlava), hovorově kriminál či katr,  knižně žalář, odborně ústav nápravné výchovy (ÚNV), nápravně výchovný ústav (NVÚ), nápravně výchovné zařízení) je detenční zařízení, ve kterém se vykonává trest odnětí svobody.

## Věznice v Českých zemích
V Praze byly městské šatlavy od středověku spojeny s podzemím rychty, radnice nebo věže. Největší, Svatováclavská trestnice na Novém Městě byla zbořena až při asanaci staré Prahy a nahrazena pankráckou věznicí. Další známé věznice jsou Bory, Valdice, Mírov, Ruzyně.

## Současné rozdělení věznic v Česku
V Česku se vězení dělí podle způsobu vnějšího střežení, zajištění bezpečnosti a režimu výkonu trestu do dvou typů, a to na věznice:
- s ostrahou,
- se zvýšenou ostrahou.

Věznice s ostrahou jsou podle míry svého zabezpečení diferencovány na oddělení:
- - s nízkým stupněm zabezpečení
  - se středním stupněm zabezpečení
  - s vysokým stupněm zabezpečení

O zařazení vězně do věznice s ostrahou nebo se zvýšenou ostrahou rozhoduje soud. Do věznice se zvýšenou ostrahou soud zpravidla zařadí pachatele, kterému byl uložen výjimečný trest, kterému byl uložen trest odnětí svobody za trestný čin spáchaný ve prospěch organizované zločinecké skupiny, kterému byl za zvlášť závažný zločin uložen trest odnětí svobody ve výměře nejméně osm let, nebo který byl odsouzen za úmyslný trestný čin a v posledních pěti letech uprchl nebo se pokusil uprchnout z vazby, z výkonu trestu nebo z výkonu zabezpečovací detence. O umístění do konkrétního oddělení v rámci typu věznice s ostrahou rozhoduje ředitel věznice, ve které je odsouzený umístěn, podle míry rizika na základě doporučení odborné komise.
Pro mladistvé je zřizován zvláštní typ vězení – věznice pro mladistvé, který je rozdělen výše zmíněným způsobem. Do vězení pro mladistvé jsou umisťováni odsouzení, kterým ještě není osmnáct let, nebo u kterých tak rozhodl soud.
V České republice je 25 věznic (a 10 vazebních věznic). V současné době se Vězeňská služba ČR potýká s přeplněností věznic. Celkový počet vězněných osob se pohybuje okolo 22 000, z toho je zhruba 2500 obviněných, tzn. umístěných ve vazbě čili ve vazební věznici (údaje platné k únoru 2010). Každá věznice má svého ředitele, centrální správu zajišťuje generální ředitelství v Praze.
Od 1. ledna 2009 zahájila Vězeňská služba provoz detenčního ústavu v Brně. Zabezpečovací detence je nový typ ochranného opatření určeného pro pachatele závažné trestné činnosti. Jde o osoby s vysokou mírou nebezpečnosti pro společnost. Ústav v Brně skýtá 48 lůžek, dalších 150 míst je v Opavě.

## Historické typy vězení
- Vězení pro dlužníky
- Kněžské vězení